# Patricia Arab
Pour les articles homonymes, voir Arab (homonymie).
Patricia Arab, née le 3 novembre 1978 à Halifax, en Nouvelle-Écosse, est une femme politique canadienne. Elle représente la circonscription de Fairview-Clayton Park (en) à l'Assemblée législative de la Nouvelle-Écosse depuis l'élection néo-écossaise du 8 octobre 2013.
Le 15 juin 2017, elle devient ministre des Services internes et ministre de Communications dans le Cabinet de Stephen McNeil. Le 3 juin 2019, elle devient ministre de Service Nouvelle-Écosse et des Services internes dans le Cabinet McNeil. Elle conserve ces portefeuilles dans le Cabinet Rankin.

## Biographie
Patricia Arab est titulaire d'un baccalauréat ès arts de l'Université de King's College et d'un baccalauréat en éducation de l'Université Mount Saint Vincent. Elle a été enseignante et conseillère d'orientation.